# 近藤邦夫
近藤 邦夫（こんどう くにお、1942年 - ）は、日本の心理学者。東京大学名誉教授。

## 人物・経歴
東京生まれ。1965年国際基督教大学教養学部社会科学科卒業。1968年東京大学大学院教育学研究科教育心理学修了。1969年同博士課程中退、助手。1975年順天堂大学体育学部専任講師。1977年千葉大学教育学部専任講師。1978年同助教授。1985年東京大学教育学部教育心理学科助教授。1994年同教授。2002年退官、東京大学名誉教授。専門は臨床心理学。

## 著書
- 『教師と子どもの関係づくり : 学校の臨床心理学』東京大学出版会 1994年
- 『子どもと教師のもつれ : 教育相談から』岩波書店 1995年
- 『子どもの成長 教師の成長』東京大学出版会、2000年

## 訳書
- 『亡命の現代史4 -社会学者・心理学者』（共訳）みすず書房 1973年
- 『エリクソン VS.ニュートン』みすず書房 1975年
- S.J.コーチン『現代臨床心理学』（共訳）弘文堂 1980年
- エリクソン『玩具と理性』みすず書房 1981年